# Amadis Jamyn
Amadis Jamyn (født 1530 i Chaource nær Troyes, død 1585 sammesteds) var en fransk digter. 
Han stod i nært forhold til Plejaden og var discipel af Ronsard. Hans oversættelse af Homer (1574) blev modtaget med stor begejstring og er også trods forskellige mangler et betydeligt arbejde; mindre interesse knytter der sig til hans egne poesier, der væsentlig består af sonetter, elegier og oder og ikke udmærker sig ved nogen originalitet; fremhæves bør dog Poème de la chasse og La libéralité, begge dedicerede til Karl IX, hvis sekretær han var.